# Нафта жива
Нафта жива (рос. нефть живая; англ. live oil; нім. Lebendöl n) — сира нафта, нестабілізована нафта, яка містить у собі природні гази.
Природні гази нафти можуть бути виділені при поверхневих умовах. Жива нафта повинна оброблятися та перекачуватися під пильними контрольованими умовами, щоб уникнути ризику вибуху або пожежі.
При додаванні живої нафти до бурового розчину існує потенціальна небезпека пожежі.